# Карел, Ирена
Ирена Карел (пол. Irena Karel, наст. фамилия Кизюк); род.  10 августа 1943, Львов) — польская актриса театра, кино и кабаре.

## Биография
Ирена Карел родилась 10 августа 1943 во Львове. Актёрское образование получила в Государственной высшей театральной школе (теперь Театральная академия им. А. Зельверовича) в Варшаве, которую окончила в 1964 году. Дебютировала в кино в 1964 ролью монахини Ноэли в фильме Влюбленный «Пингвин». Актриса театров и кабаре в Варшаве.
В 1970—1974 годах была замужем за кинооператором Зыгмунтом Самосюком.

## Избранная фильмография
- 1964 — Влюбленный «Пингвин» / Pingwin — гостья в доме Бончка
- 1966 — Бич Божий / Bicz Boży  — любовница мецената
- 1967 — Матримониальный справочник / Poradnik matrymonialny — медсестра Кристина
- 1967 — Явка на Сальваторе — Ирена, подруга «Руди»
- 1967 — Париж-Варшава без визы / Paryż-Warszawa bez wizy — Ирена, стюардесса
- 1968 — Ставка больше, чем жизнь (телесериал) — Люцци, официантка в «Кафе Ингрид» (только в серии 2)
- 1968 — Волчье эхо / Wilcze echa — Текла
- 1968 — Последний после бога / Ostatni po Bogu — жена Квятковского
- 1969 — Пан Володыевский / Pan Wołodyjowski — Ева Нововейская, сестра Адама
- 1969 — Приключения пана Михала / Przygody pana Michała (телесериал) — Ева Нововейская, сестра Адама
- 1969 — Девичий заговор  / Rzeczpospolita babska — сержант Магда Сенюк
- 1969 — Новый / Nowy — Нюсиа, помощница фотографа
- 1970 — Пейзаж с героем / Pejzaż z bohaterem — опекунша старушки
- 1970 — Сигналы — Приключения в космосе / Signale — Ein Weltraumabenteuer / Sygnały MMXX (ГДР / Польша) — Жуана
- 1971 — Кудесник за рулем  / Motodrama — Роза, горничная в отеле
- 1973 — Час за часом / Godzina za godziną — бывшая любовница Тадеуша
- 1977 — Люби или брось / Kochaj albo rzuć — невеста Стива
- 1979 — Урок мёртвого языка / Lekcja martwego języka — медсестра Ирина
- 1980 — Королева Бона / Królowa Bona (телесериал) — Зузанна, фрейлина Боны
- 1980 — Мишка / Miś — кассирша аэропорта в кассе переоценённых билетов
- 1982 — Соленая роза / Słona róża — агент гестапо
- 1984 — Академия пана Кляксы / Akademia pana Kleksa — королева кукол
- 1989 — Искусство любви / Sztuka kochania — Зося, гостья на банкете у Пасиконика
- 2000 — Байланд / Bajland — радио репортёр
- 2011 — Роза / Róża — расстреливаемая женщина